# Waldstadion Trier
Pour les articles homonymes, voir Waldstadion.
Le Waldstadion Trier, auparavant connu sous le nom de Weißhausstadion ou encore de Adolf-Hühnlein-Stadion, est un stade omnisports allemand (servant principalement pour le football) situé à Pallien, quartier de la ville de Trèves, en Rhénanie-Palatinat.
Le stade, doté de 2 500 places et inauguré en 1922, sert d'enceinte à domicile aux équipes de football du VfL Trèves, du JSG Pallien et du SG Pallien/Post Trèves, à l'équipe de rugby à XV du FSV Trèves-Tarforst, à l'équipe de football américain des Stampers de Trèves, ainsi qu'à l'équipe d'athlétisme du Post-Sportverein Trèves.

## Histoire
Le stade ouvre ses portes en 1922 sous le nom de Weißhausstadion. Il est inauguré le 3 septembre 1922 lors d'une défaite 3-1 des locaux du SV Trèves contre l'ASV Nuremberg.
En 1937, le stade est renommé Adolf-Hühnlein-Stadion en hommage à Adolf Hühnlein (dirigeant du NSKK, organisation paramilitaire nazie), et ce jusqu'en 1946 où il reprend son nom originel.
L'équipe d'athlétisme du Post-Sportverein Trèves rénove le stade entre 1957 et 1959, le stade servant alors principalement pour l'athlétisme après sa réinauguration le 17 mai 1959.
Entre le milieu des années 1980 à 2000, le rugby et le football américain se jouent au Waldstadion.
L'équipe de rugby à XV du FSV Trèves-Tarforst s'entraîne ici depuis la saison 2006 et y joue également ses matchs à domicile.
Le terrain est également utilisé par le JSG Pallien pour ses équipes de football de jeunes.

## Événements

### Concerts
| Lionel Richie | 15 juillet 2007 |
| Freiwild      | 2008            |